# Ujan Panas
Ujan Panas is een bestuurslaag in het regentschap Rejang Lebong van de provincie Bengkulu, Indonesië. Ujan Panas telt 519 inwoners (volkstelling 2010).